# Galliavola
Galliavola ist eine Gemeinde mit 187 Einwohnern (Stand 31. Dezember 2023) in der südwestlichen Lombardei im Norden Italiens.

## Geografie
Die Gemeinde liegt etwa 28 Kilometer westsüdwestlich der Provinzhauptstadt Pavia und etwa 50 Kilometer südwestlich der Regionalhauptstadt Mailand am Westufer des Agogna im Gebiet der Lomellina. Der Ort liegt bei 90 m s.l.m. und in der klimatischen Einordnung italienischer Gemeinden in der Zone E, 2 619 GG.
Galliavola hat keine Ortsteile; die Nachbargemeinden sind Ferrera Erbognone, Lomello, Pieve del Cairo und Villa Biscossi.

## Geschichte
Der ursprüngliche Ortskern befand sich in Grumello, einem Ort kurz nördlich von Galliavola an der Straße nach Lomello. Dieser Ort wurde 1213 von Mailand zerstört. 1726 war er noch als Häusergruppe vorhanden, aber schon 1925 völlig verschwunden. Der heutige Ortskern wurde 1250 als S. Laurencius de Campis erwähnt und befand sich damals außerhalb des bewohnten Gebiets in den Feldern (Campis). Weitere Erwähnung erhielt der Ort 1452 im Statuta Stratarum di Pavia, hier schon Galliavola benannt. Im Jahr 1707 hatte der Ort 603 Einwohner, im Jahr 1901 wurde mit 924 Einwohnern der höchste Stand an Einwohnerzahlen erreicht.

## Sehenswürdigkeiten

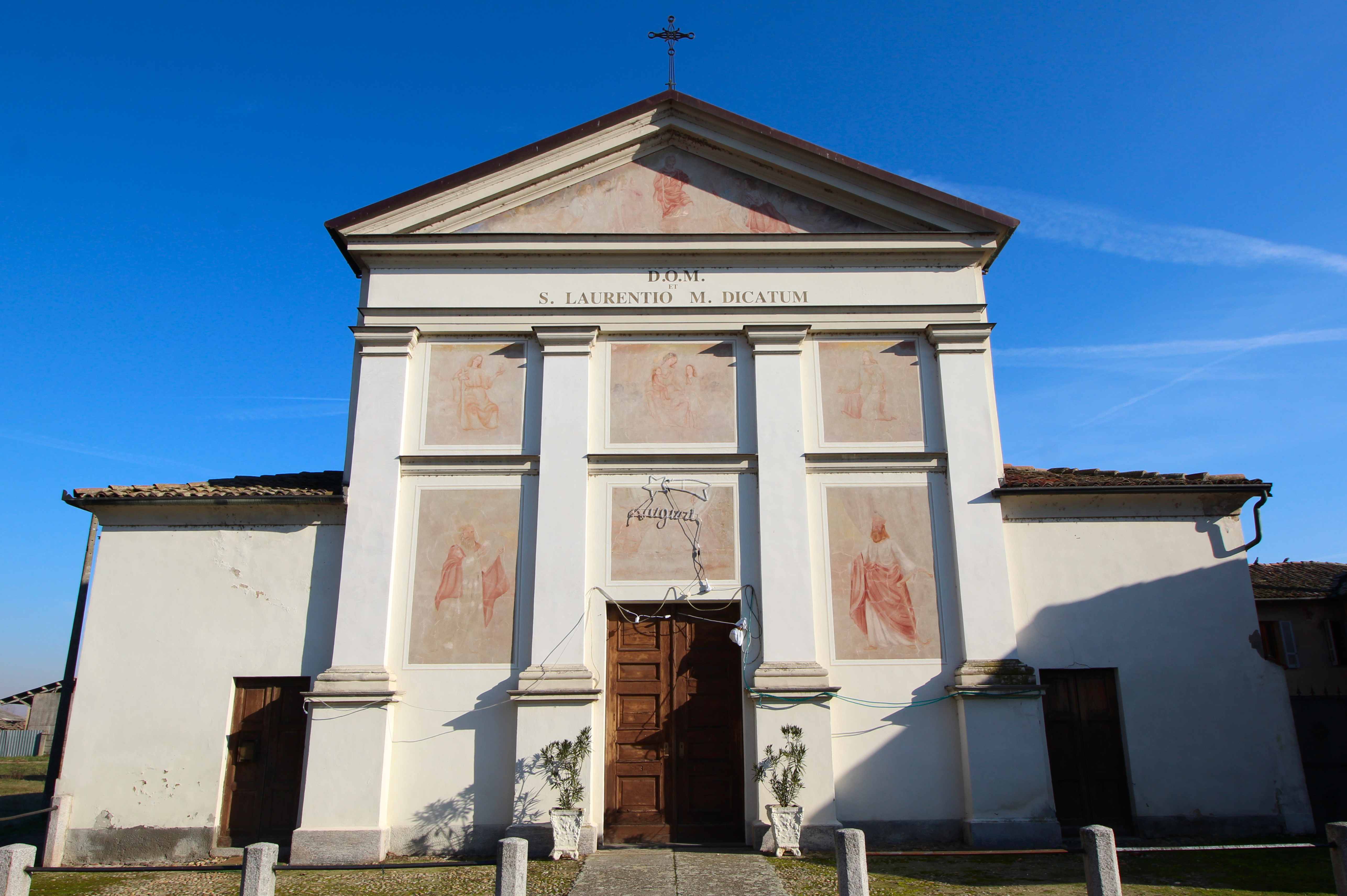
San Lorenzo, Kirche im Ortskern

- San Lorenzo, Kirche im Ortskern, die 1834 über einem älteren Kirchengebäude (1833 abgerissen[4], 1250 als S. Laurencius de Campis erwähnt[5]) entstand.[4]
- Castello di Galliavola, Burg im Ortskern, ca. 14. Jahrhundert.[4]
- Monumento ai Caduti, Denkmal im Ortskern für die Gefallenen der beiden Weltkriege.
- Beata Vergine Addolorata allo Zerbaiolo, Kirche kurz außerhalb des Ortskerns am Friedhof. Wurde um 1100 errichtet; im 15. Jahrhundert wurden Apsis und Presbyterium (Chor) erneuert.[4]

## Galerie

Bilder von Galliavola
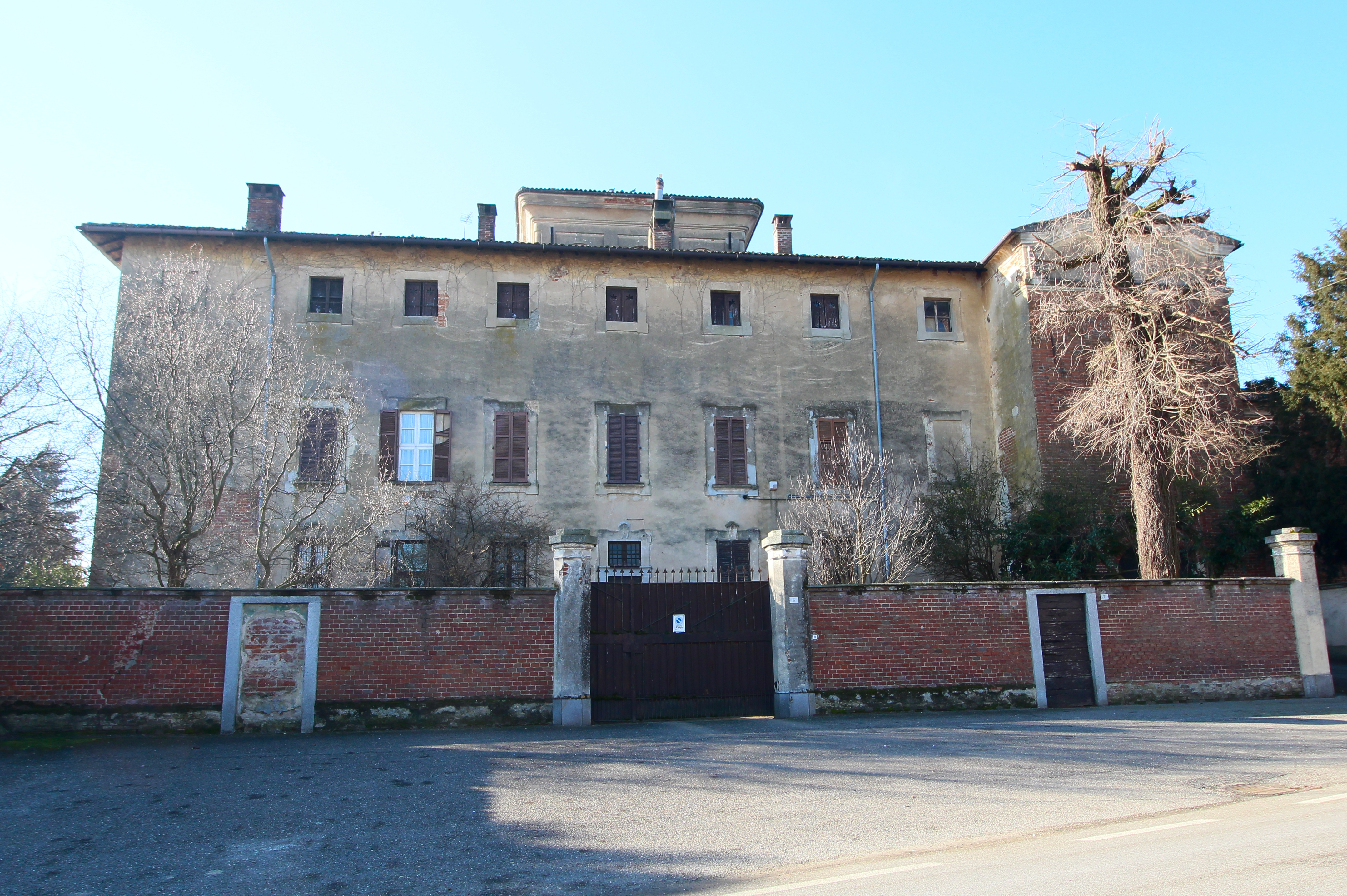
Das Castello di Galliavola
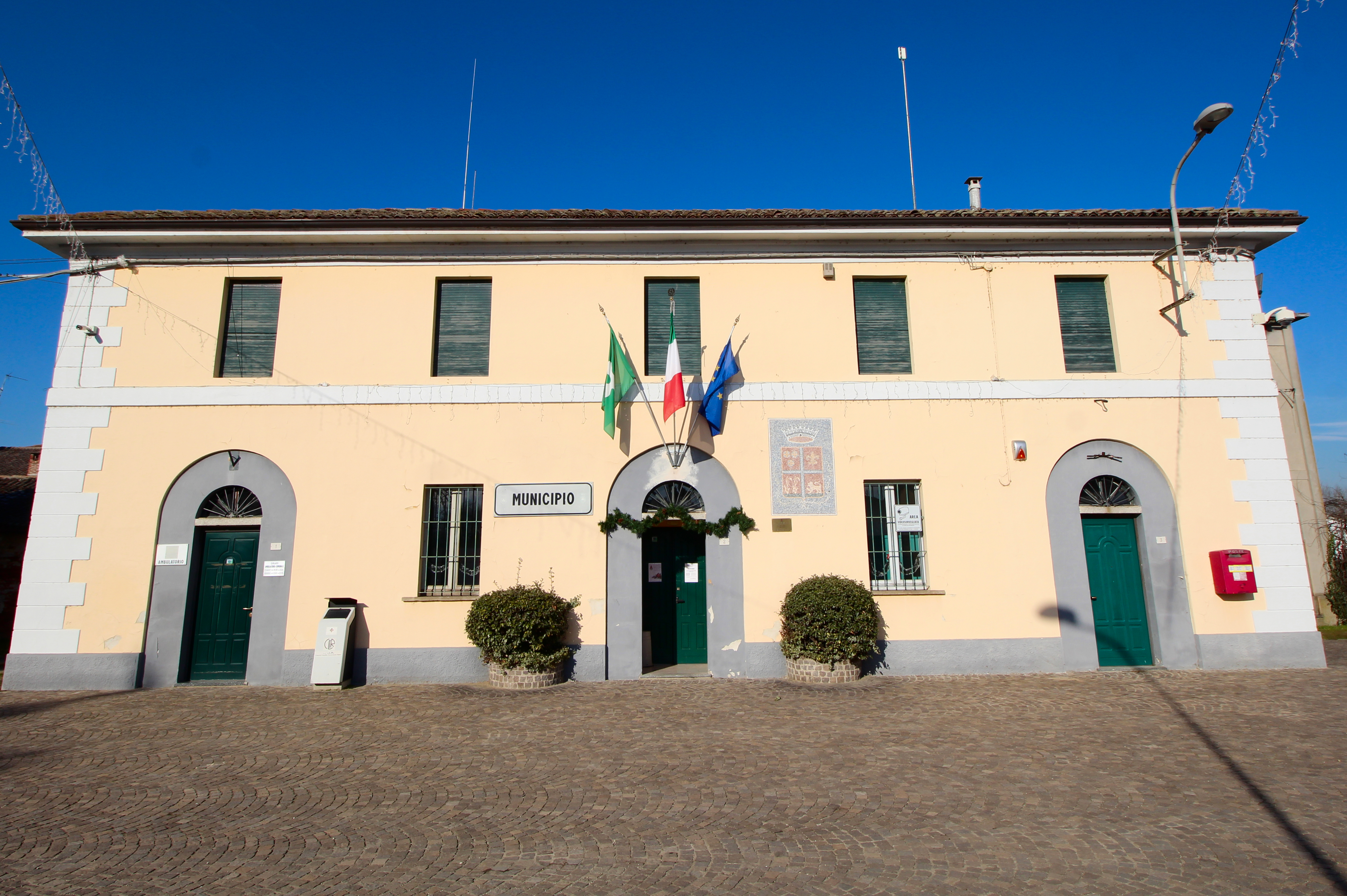
Das Rathaus
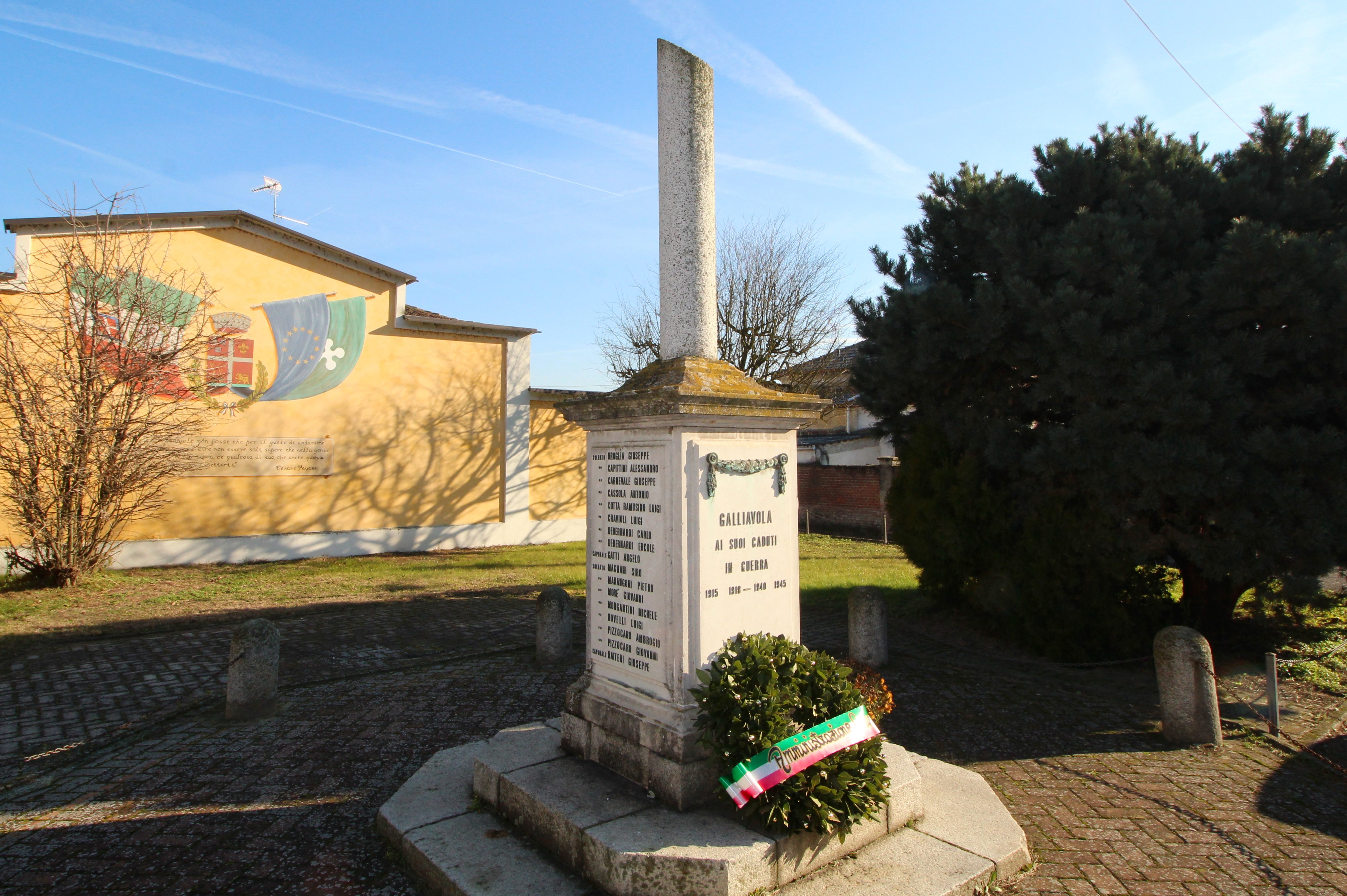
Gefallenendenkmal Monumento ai Caduti
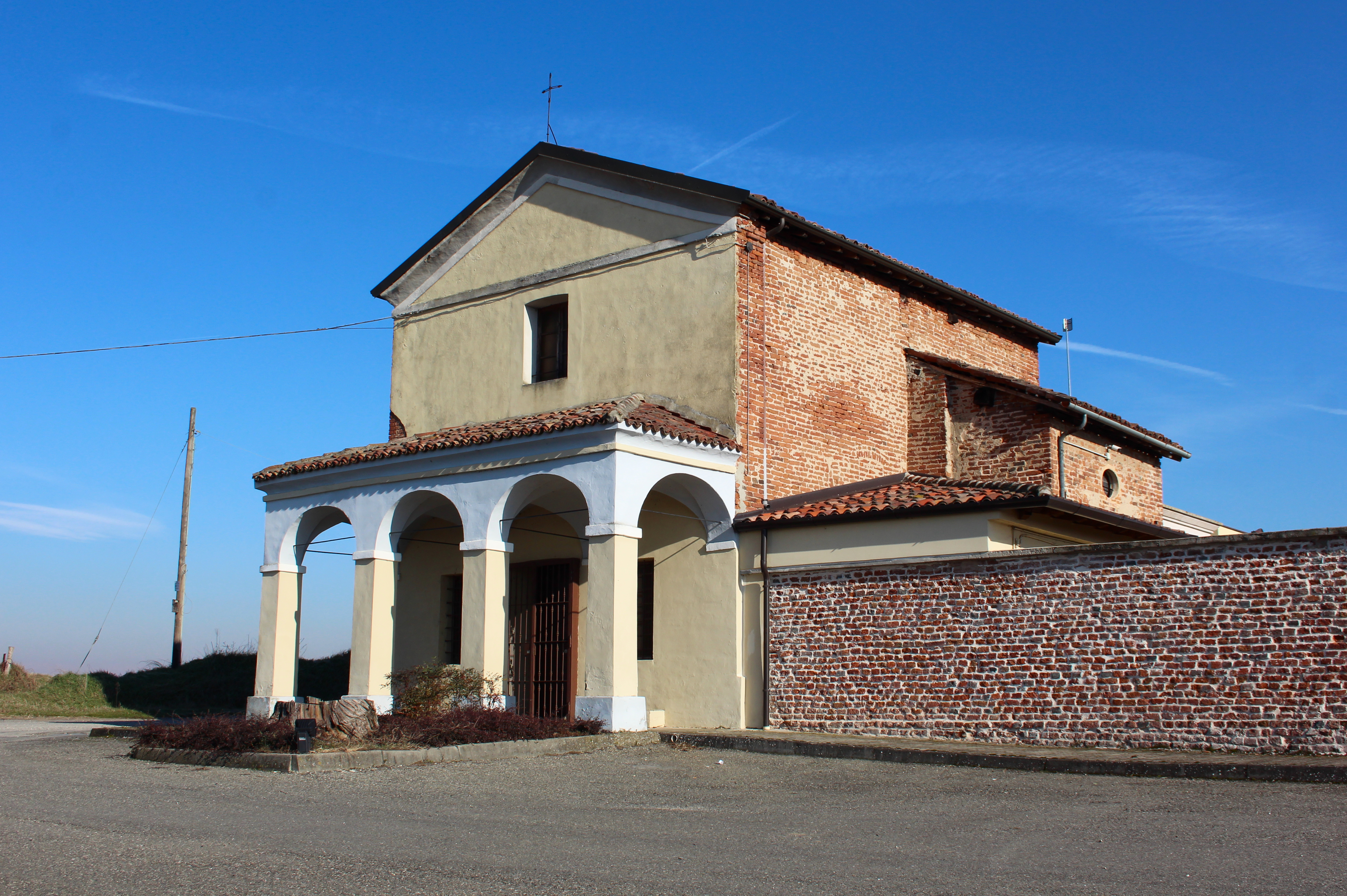
Die Kirche Beata Vergine Addolorata allo Zerbaiolo